# Instituto de Historia Nicolae Iorga

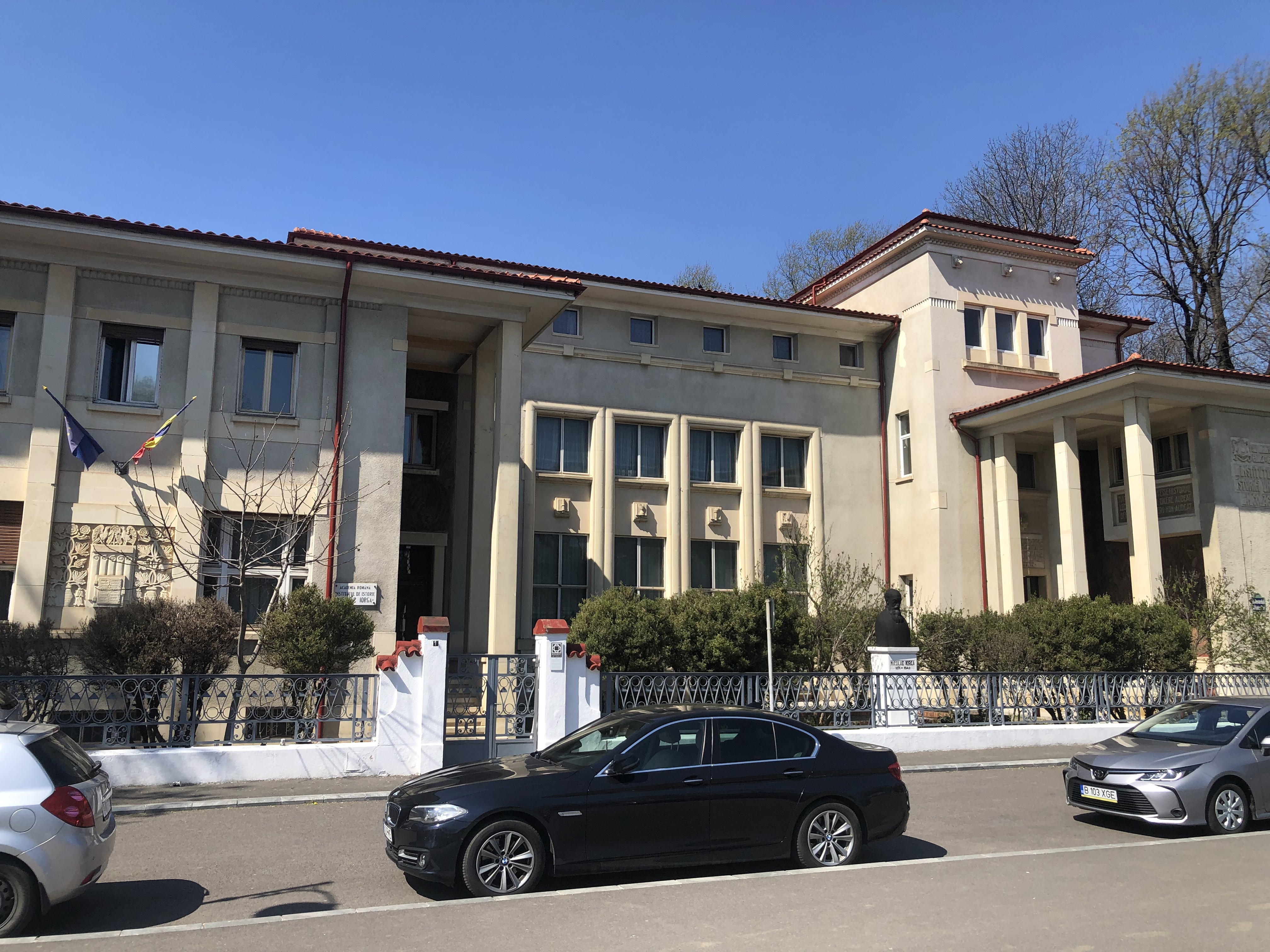
Fachada del Instituto de Historia "Nicolae Iorga" de Bucarest

El Instituto de Historia "Nicolae Iorga" ( en rumano: Institutul de Istorie "Nicolae Iorga" ; abreviatura: IINI ) es un organismo público rumano dedicado a la investigación histórica bajo las directrices de la Academia Rumana. El instituto está ubicado en el número 1 del bulevar Aviatorilor en el Sector 1 de Bucarest.

## Historia

Busto de Nicolae Iorga a las puertas del instituto que lleva su nombre

Fundado el 1 de abril de 1937 por el historiador rumano Nicolae Iorga, que fue su primer director, se llamó en un principio Instituto para el Estudio de la Historia Universal. En 1948 pasó a llamarse Instituto de Historia de la República Popular de Rumania; adquirió el nombre actual en 1965.
El edificio, inaugurado el 16 de diciembre de 1939, fue diseñado por el arquitecto Petre Antonescu, con frescos de Olga Greceanu. 

## Directores del instituto
- Nicolae Iorga (1937-1940)
- Gheorghe I. Brătianu (1940-1947)
- Andrei Otetea (1947-1948)
- Petre Constantinescu-Iași (1948-1953)
- Víctor Cheresteșiu (1953-1956)
- Andrei Otetea (1956-1970)
- Ștefan Ștefănescu (1970-1989)
- Șerban Papacostea (1990-2001)
- Ioan Scurtu (2001–2006)
- Eugen Denize (2006-2007)
- Ovidiu Cristea (2007-presente)